# Akhzivland
Akhzivland (se pronuncia Ajzivland) es una micronación situada en la costa mediterránea de Israel, entre la localidad de Nahariya y la frontera con el Líbano. Fue creada por un israelí, Eli Avivi, en 1972. 
La micronación es anunciada como una atracción local por el Ministerio de Turismo de Israel, pero con el nombre de Avivi en lugar de su autodesignación, dado que su situación jurídica sigue siendo ambigua.

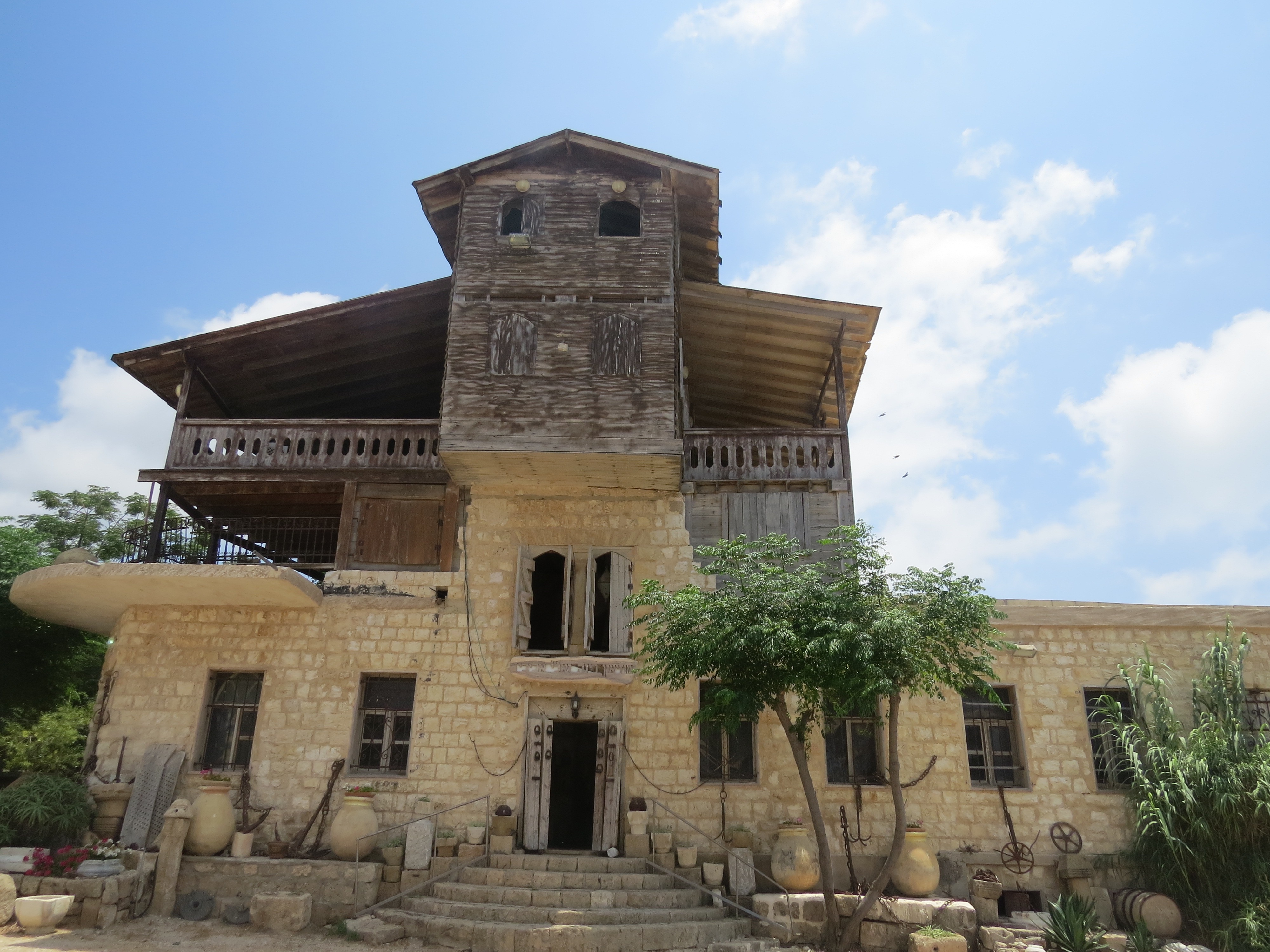
Museo de Akhzivland.

La micronación se encuentra cerca de las ruinas de Achziv, un antiguo asentamiento en la costa mediterránea, en la Galilea occidental, a unos 5 kilómetros al norte de Nahariya. Cerca de ella se hallan; un parque nacional, escuelas de campo, y las ruinas de la aldea palestina de Az-Zeeb, que fue capturada por la Brigada Carmeli durante la guerra árabe-israelí de 1948.